# Золотоніське лісове господарство
Державне підприємство «Золотоні́ське лісове господарство» — структурний підрозділ Черкаського обласного управління лісового та мисливського господарства.
Офіс знаходиться в селі Вільхи Золотоніського району Черкаської області.

## Історія
Підприємство утворене 1934 року, сучасний статус отримало згідно з наказом Держкомлісгоспу України № 96 від 3 лютого 2005 року.

## Лісовий фонд
Лісовий фонд підприємства розміщений на території Золотоніського та частково на території Черкаського районів.
Загальна площа лісового фонду становить 26619,7 га. Сосна займає 51 % лісів, дуб звичайний — 19 %, вільха — 11 %, акація — 8 %.

## Лісництва
Лісове господарство охоплює 5 лісництв:
- Великобурімське лісництво
- Вільхівське лісництво
- Деньгівське лісництво
- Ліплявське лісництво
- Прохорівське лісництво

## Об'єкти природно-заповідного фонду
Природно-заповідний фонд представлений 12 об'єктами загальною площею 1727,6 га:
- заказники загальнодержавного значення — «Тарасів Обрій», «Сулинський»;
- заказники місцевого значення — «Мар'янівщина», «Вільхівський», «Довгий», «Тамарівський», «Бубнівські Сосни», «Джулайка», «Садиба козака Максима», «Старорічище»; «Бабарська оболонь»;
- парк-пам'ятка садово-паркового мистецтва загальнодержавного значення — «Великобурімський парк».